# Valérie Létard

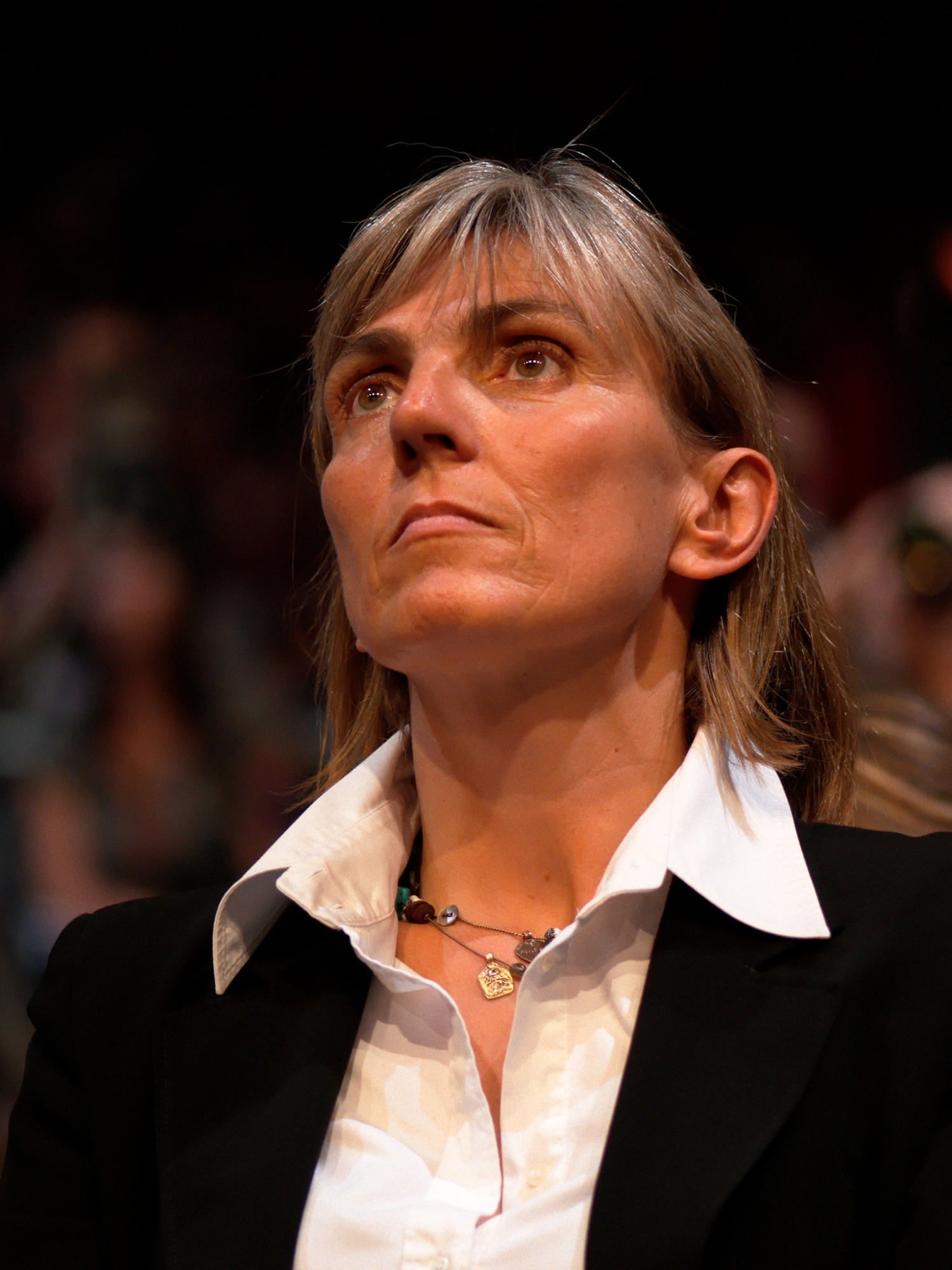
Valérie Létard (2007)

Valérie Létard (Geburtsname: Valérie Decourrière; * 13. Oktober 1962 in Orchies, Département Nord) ist eine französische Politikerin der Union pour la démocratie française (UDF), des Nouveau Centre (NC) und zurzeit der Union des démocrates et indépendants (UDI), die zwischen 2001 und 2007 sowie erneut von 2010 bis 2023 Mitglied des Senats und zwischenzeitlich Staatssekretärin war. Seit 2024 ist sie Mitglied der Nationalversammlung und übernahm im Kabinett Barnier das Amt als Ministerin für Wohnraum und Stadterneuerung.

## Leben
Valérie Létard ist die Tochter des UDF-Politikers Francis Decourrière, der unter anderem zwischen 1994 und 2004 Mitglied des Europäischen Parlaments war, und arbeitete nach dem Erwerb eines Diplôme d’études supérieures spécialisées (DESS) als Sozialarbeiterin. Wie ihr Vater engagierte sie sich in der Union für die französische Demokratie UDF (Union pour la démocratie française) und wurde für diese bei der Senatswahl am 23. September 2001 im Wahlkreis des Département Nord erstmals zum Mitglied des Senats (Sénat) gewählt und gehörte diesem vom 1. Oktober 2001 bis zu ihrem Mandatsverzicht am 19. Juli 2007 an, woraufhin Béatrice Descamps neue Senatorin wurde. Nachdem sie 2007 aus der UDF ausgetreten war, trat sie dem daraus hervorgegangenen Neuen Zentrum Nouveau Centre (NC) bei.
Am 19. Juni 2007 wurde Valérie Létard in das Kabinett Fillon II berufen und übernahm zunächst das Amt als Staatssekretärin für Solidarität (Secrétaire d’État chargée de la Solidarité) im Ministerium für Arbeit, sozialen Zusammenhalt und Solidarität und war als solche bis zum 23. Juni 2009 eine enge Mitarbeiterin der Minister Xavier Bertrand beziehungsweise Brice Hortefeux. Im Zuge einer Umbildung des zweiten Kabinetts Fillon war sie im Anschluss zwischen dem 23. Juni 2009 und dem 13. November 2010 Staatssekretärin für Grüne Technologien und Klimaverhandlungen (Secrétaire d’État chargée des Technologies vertes et des Négociations sur le climat) im Ministerium für Umwelt, Energie, nachhaltige Entwicklung und für das Meer und damit eine enge Mitarbeiterin von Minister Jean-Louis Borloo. Als Nachfolgerin von Jean-Louis Borloo wurde sie zudem am 10. April 2008 Präsidentin des Gemeindeverbandes (Communauté d’agglomération) Valenciennes Métropole und verblieb in diesem Amt bis zu seiner Ablösung durch Laurent Degallaix am 12. Januar 2016.

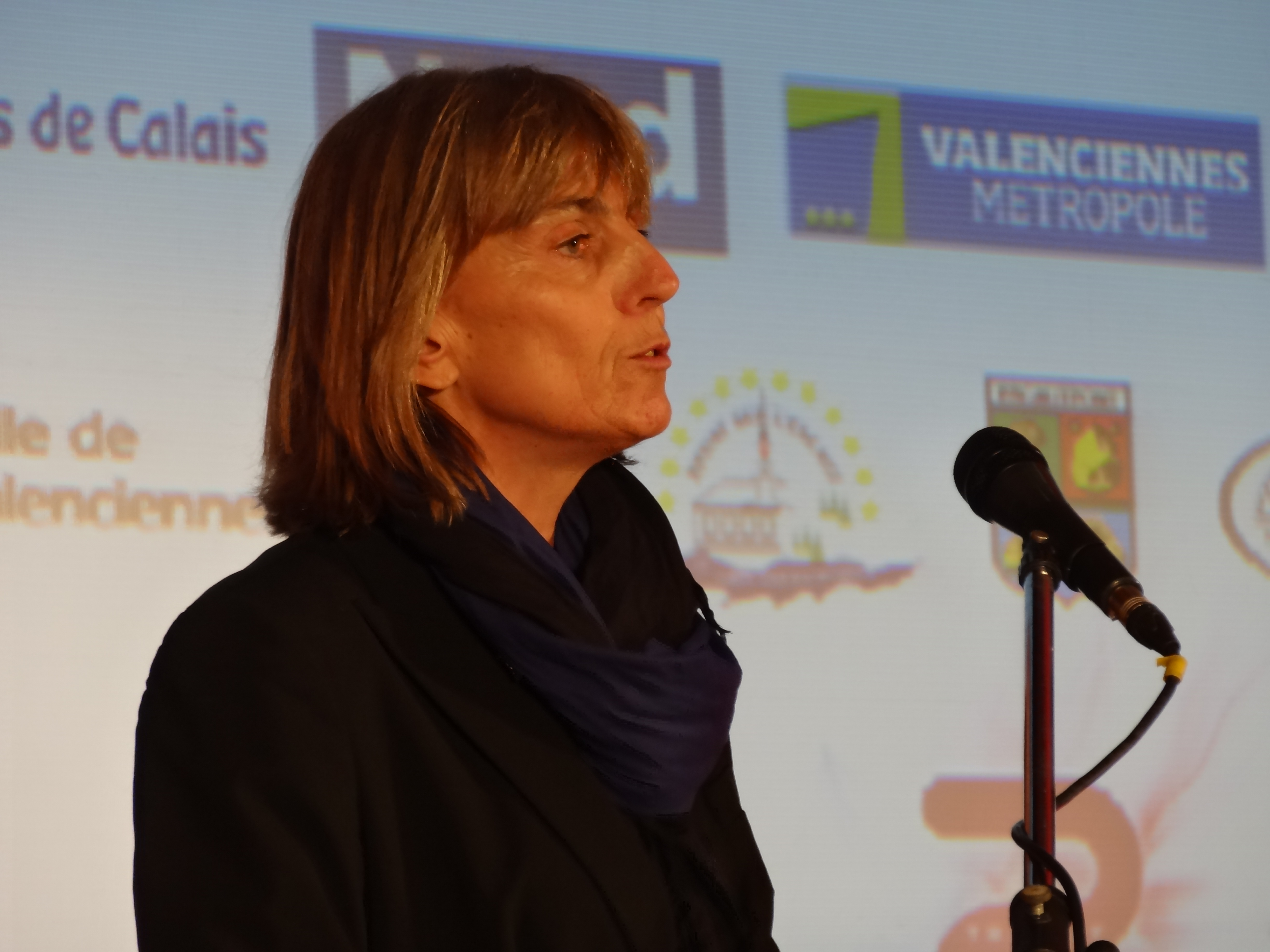
Valérie Létard (2013)

Nach ihrem Ausscheiden aus dem Kabinett Fillon II übernahm Valérie Létard am 14. Dezember 2010 von Béatrice Descamps wieder ihren Sitz im Senat für das Département Nord und gehörte diesem nach ihren Wiederwahlen am 25. September 2011 und am 24. September 2017 bis zum 2. Dezember 2023 an, wobei sie 2012 vom Nouveau Centre (NC) und zur Union der Demokraten und Unabhängigen UDI (Union des démocrates et indépendants) wechselte, die im Senat zur Fraktion Groupe Union centriste gehört. Nachdem die linken Gruppierungen bei der Senatswahl 2011 die Mehrheit im Senat errungen hatten, wurde Jean-Pierre Bel durch die Fraktion der Parti socialiste (PS) als Senatspräsident vorgeschlagen. Am 1. Oktober 2011 wurde er mit 179 Stimmen in dieses Amt gewählt, bei 134 Stimmen für Gérard Larcher und 29 Stimmen für die zentristische Senatorin Valérie Létard. Während ihrer Mitgliedschaft im Senat fungierte sie als Sekretärin des Senats, Sekretärin des Wirtschaftsausschusses, stellvertretende Vorsitzende des Sozialausschusses sowie Sekretärin des Ausschusses für Wirtschaft, nachhaltige Entwicklung und Regionalplanung. Am 4. Oktober 2017 wurde sie zur Vizepräsidentin des Senats gewählt und war nach ihrer Wiederwahl am 6. Oktober 2020 bis zum 2. Oktober 2023 Stellvertreterin des nunmehrigen Senatspräsidenten Gérard Larcher. Neben ihrer Mitgliedschaft im Senat wurde sie am 13. Dezember 2015 für das Département Nord auch zum Mitglied des Regionalrates der Region Hauts-de-France, dem sie vom 14. Januar 2016 bis zum 2. Juli 2021 angehörte. Sie war während dieser Zeit zwischen dem 4. Januar 2016 und dem 23. November 2017 Erste Vizepräsidentin dieses Regionalrates und damit Stellvertreterin von Xavier Bertrand, der seit dem 4. Januar 2016 Präsident des Regionalrates ist. Darüber hinaus wurde sie am 27. Juni 2021 zum Mitglied des Départementrates des Département Nord gewählt und vertritt in diesem seither den Kanton Valenciennes.
Bei der Parlamentswahl am 7. Juli 2024 wurde Valérie Létard als Nachfolgerin von Béatrice Descamps im 21. Wahlkreis im Département Nord zum Mitglied der Nationalversammlung (Assemblée nationale) gewählt und gehörte dieser seither an, in der sie zur Fraktion Groupe Libertés, indépendants, outre-mer et territoires (LIOT) gehört. Sie wurde am 21. September 2024 von Premierminister Michel Barnier in dessen Kabinett berufen und übernahm dort das Amt als Ministerin für Wohnraum und Stadterneuerung (Ministre du Logement et de la Rénovation urbaine).